# Acanthochirana
Acanthochirana is een uitgestorven geslacht van kreeftachtigen, dat leefde tijdens het Laat-Krijt.

## Beschrijving
De carapax van deze 3,5 cm grote garnaal was glad en cilindrisch. Het rostrum was dorsaal met stekels bezet, evenals het eerste korte potenpaar. Het derde potenpaar was het langst en bevatte geen stekels. Het achterlijf was samengesteld uit zes segmenten, die elkaar overlapten, een kleine staartwaaier en een lancetvormige staartstekel. Dit geslacht leefde in zeeën, in tegenstelling tot andere in brak en zoet water levende leden van deze familie.